# Melangyna
Melangyna  es un género de mosca Syrphidae. Fue descrita por primera vez por George Henry Verrall en 1901. Algunas especies son buenos polinizadores.

## Especies
Subgénero: Melangyna
- Melangyna arctica (Zetterstedt, 1838)
- Melangyna barbifrons (Fallén, 1817)
- Melangyna coei Nielsen, 1971
- Melangyna compositarum (Verrall, 1873)
- Melangyna ericarum (Collin, 1946)
- Melangyna fisherii (Walton, 1911)
- Melangyna labiatarum (Verrall, 1901)
- Melangyna lasiophthalma (Zetterstedt, 1843)
- Melangyna lucifera Nielsen, 1980
- Melangyna quadrimaculata Verrall, 1873
- Melangyna sexguttata Meigen, 1838
- Melangyna subfasciata (Curran, 1925)
- Melangyna umbellatarum (Fabricius, 1794)
- Melangyna vespertina Vockeroth, 1980

Subgénero: Austrosyrphus
- Melangyna ambustus Walker, 1852
- Melangyna collatus Walker, 1852
- Melangyna damastor Walker, 1849
- Melangyna jacksoni Bigot, 1884
- Melangyna novaezealandiae (Macquart, 1855)
- Melangyna sellenyi Schiner, 1868
- Melangyna viridiceps (Macquart, 1847)

Subgénero: Melanosyrphus
- Melangyna dichoptica Vockeroth, 1969

Subgénero (o género): Meligramma
- Melangyna cincta (Fallén, 1817)
- Melangyna cingulata Egger, 1860
- Melangyna guttata (Fallén, 1817)
- Melangyna triangulifera (Zetterstedt, 1843)

Lista incompleta.